# Trude Wessely
Gertrud „Trude“ Maria Anna Wessely, bürgerlich ab 1922 auch Trude Mordo, (* 21. April 1899 in Salzburg, Österreich-Ungarn; † 25. März 1978 in Stuttgart, Deutschland) war eine österreichisch-deutsche Theater- und Stummfilmschauspielerin sowie Hörspielsprecherin.

## Leben und Wirken

### Herkunft, Ausbildung und frühe Jahre am Theater
Die Tochter der Rezitatorin und Schauspiellehrerin Helene Wessely-Schmitt und des Wiener Oberlandesgerichtsrats Dr. Rudolf Wessely wurde über ihre Mutter schon sehr früh an das Theaterleben herangeführt. Sie durchlief 16-jährig ihre künstlerische Ausbildung an der k. k. Akademie für Musik und Darstellende Kunst in Wien und machte erstmals im Dezember 1915 von sich reden, als sie im Rahmen einer Wohltätigkeitsveranstaltung im Goethe-Einakter Die Geschwister die Marianne verkörperte. Die Kritik in der Neuen Freien Presse der österreichischen Hauptstadt lobte Wesselys „inniges, schlichtes Spiel“.
Nach weiteren Benefizvorstellungen, vor allem für österreichische Kriegsversehrte in den frühen Monaten des Jahres 1916, trat Trude Wessely noch im selben Jahr ihr erstes Festengagement an, das sie an das Deutsche Schauspielhaus in Hamburg führte. Hier blieb sie vier Spielzeiten und kehrte erst 1920 nach Wien zurück, um einer Verpflichtung an das Deutsche Volkstheater nachzukommen. An diesem Ort trat sie an der Seite bekannter Kolleginnen wie Pauline Schweighofer, Annemarie Steinsieck und Lina Woiwode auf. Zu ihren männlichen Bühnenpartnern Anfang der 1920er Jahre zählten hier Hugo Werner-Kahle, Hans Homma, Ferdinand Onno und die jungen Nachwuchskünstler Hans Brausewetter, Egon von Jordan und Oskar Sima. Man sah Trude Wessely in jenen Jahren unter anderem 1921 als Wera an der Seite von Oskar Beregi in Turgenjews Wolkenbruch und drei Jahre darauf an Wiens Komödienhaus als Ännchen in Max Halbes Jugend an der Seite von Alfred Gerasch. Auch am Raimundtheater war die Künstlerin in diesem Jahrzehnt beschäftigt.

### Beim Film, im Exil, Rückkehr und späte Jahre am Theater
Zeitgleich begann Trude Wessely einige wenige Jahre lang – zuletzt 1924 an der Seite von Hans Albers in dem deutschen Melodram Gehetzte Menschen – zu filmen, doch ihre wenigen Auftritte vor der Kamera zu Beginn der 1920er Jahre hinterließen kaum Spuren. 1922 heiratete sie den fünf Jahre älteren Wiener Regisseur und Theaterintendant Renato Mordo, einen jüdischen Konvertiten, und wurde 1923 in Oldenburg, wo sie noch im Vorjahr das Gretchen im Faust gespielt hatte, Mutter eines Sohnes namens Peter. Wessely folgte ihrem Gatten in diejenigen deutschen Städte, in denen er als Regisseur wirkte. Sie selbst trat in jenen Jahren bis 1931 an der Komödie in Dresden, sowie am Wiesbadener Staatstheater und am Neuen Theater in Frankfurt am Main auf und arbeitete in den 1920er Jahren auch hin und wieder für den Wiener Rundfunk.
1932 übersiedelte das Ehepaar Mordo nach Prag, wo Trude Wessely-Mordo am Deutschen Theater auftrat und mit kleinen Rollen in tschechoslowakischen Filmproduktionen vor die Kamera zurückkehrte. Zur selben Zeit, Ende 1936, spielte sie die Hanne Schäl in Carl Meinhards Inszenierung von Gerhart Hauptmanns Fuhrmann Henschel an der Kleinen Bühne in Prag. Trude Wessely folgte ihrem Gatten, dessen Vorfahren sephardische Juden aus Korfu waren, infolge der nationalsozialistischen Machtausbreitung über weite Teile Europas auch in seine Exilstation Griechenland. Von der Schauspielerei zog sich Trude Wessely in diesen Jahren offensichtlich weitgehend zurück. 1947 kehrte das Ehepaar vorübergehend nach Wien heim. Zu Beginn der 1950er Jahre nach Deutschland zurückgekehrt, nahm die Deutsch-Österreicherin nach Mordos Tod 1955 ihre Theatertätigkeit wieder auf und trat, nunmehr als Trude Mordo, Engagements an bundesdeutsche Bühnen u. a. in Baden-Baden, Münster und Göttingen an.

## Filmografie
- 1919: Großstadtgift
- 1921: Hemmungslos
- 1922: Faustrecht
- 1924: Gehetzte Menschen
- 1936: Arme kleine Inge
- 1938: Heiraten – aber wen?

## Hörspiele (Auswahl)
- 1926: Sylvester: Der Wahrsager (Die Tänzerin) – Regie: Fritz Walter Bischoff (Sketch – Schlesische Funkstunde)
- 1926: Curt Goetz: Ingeborg. Eine Komödie in drei Akten (Ingeborg) – Regie: Fritz Walter Bischoff (Sendespiel (Hörspielbearbeitung) – Schlesische Funkstunde)
- 1926: Sidney Wells: Marys Abenteuer. Komödie in 3 Akten (Mary Davidson) – Regie: Viktor Heinz Fuchs (Sendespiel (Hörspielbearbeitung) – Schlesische Funkstunde)
- 1926: Ludwig Fulda: Die verlorene Tochter. Lustspiel in 3 Hörbildern (Adolfine Kornemanns Tochter) – Regie: Viktor Heinz Fuchs (Sendespiel (Hörspielbearbeitung) – Schlesische Funkstunde)
- 1927: Ludwig Fulda: Der Dummkopf. Lustspiel in fünf Aufzügen (Doris Wiegand) – Regie: Viktor Heinz Fuchs (Sendespiel (Hörspielbearbeitung) – Schlesische Funkstunde)

Als Trude Mordo:
- 1956: Lew Tolstoi: Der Leinwandmesser (Dame) – Regie: Otto Kurth (Hörspielbearbeitung – NDR)
- 1957: Thornton Wilder: Die Iden des März – Regie: Gert Westphal (Hörspielbearbeitung – NDR)
- 1958: Herbert Hennies: Stille Nacht – Heilige Nacht – Regie: Julius Albert Flach, Frank Scharf (Kinderhörspiel – SWF)
- 1959: Knut Hamsun: Mysterien (Frau Stenersen) – Regie: Gert Westphal (Hörspielbearbeitung – SWF/BR/ORF)